# 봉독 요법
봉독 요법은 꿀, 꽃가루, 프로폴리스, 로열 젤리 및 봉독을 포함한 꿀벌 제품을 사용하는 대체 의학의 한 분야다. 치료의 효능이나 안전성에 대한 좋은 임상 증거는 없다.
꿀벌 제품의 가능한 의학적 특성에 대한 언급은 중국, 한국, 러시아, 이집트 및 그리스 전통 의학 관행에서 찾을 수 있다. 양봉 요법은 히포크라테스와 갈레노스 시대부터 시행되었다. 현대의 봉독 사용은 오스트리아 의사 Philipp Terč에 의해 시작된 것으로 보인다. 그러나 그의 주장은 적절한 임상 시험에서 테스트되지 않았다. 보다 최근의 대체 의학 관행은 1935년에 "봉독 요법"이라는 용어를 만든 헝가리 의사 Bodog F. Beck 과 세기 후반에 양봉가 Charles Mraz(1905-1999)에 기인한다. 1957년 소련 보건부는 Nikolay Artemov 의 "봉독 요법 지침"을 승인하여 특정 질병을 치료하기 위해 봉독을 사용하는 것을 승인했다.
인류는 역사적으로 다양한 방법으로 벌 제품을 사용해 왔다. 밀랍은 금속을 주조하고 무기를 만드는 데 사용되었고, 꿀은 음식과 종교 제물에 사용되었으며, 프로폴리스는 접착제로 사용되었으며, 꽃가루는 식물 육종 과 같은 농업 작업에 사용되었다. 훨씬 후에, 1890년대 후반에 프라하 대학의 J. Langer에 의해 주사를 통해 임상적으로 봉독을 사용하려는 시도가 있었고 1930년에 Mack라는 이름의 남부 독일 회사가 상업적으로 봉독 용액을 생산했다. 봉독 요법은 중국, 한국 및 러시아를 포함한 유럽, 아시아 및 남미 국가의 전통 의학에서 사용된다.
봉독 요법은 여러 용도의 대체 의학으로 홍보되고 있지만 건강 에 대한 강조 표시는 과학적 증거에 의해 뒷받침되지 않다. 봉독이나 다른 꿀벌 제품은 암의 치료나 예방에 효과가 없다. 일반적으로 상처 치료에 꿀을 사용한다는 증거는 확고한 결론을 내릴 수 없을 정도로 품질이 낮다.
봉독 요법에 대한 이상반응은 빈번하다. 독에 자주 노출되면 관절병증 이 발생할 수도 있다. 민감한 사람의 경우 독 화합물이 알레르겐으로 작용하여 경미한 국소 부종에서 심각한 전신 반응, 아나필락시성 쇼크 또는 사망에 이르는 다양한 알레르기 반응을 일으킬 수 있다.